# All-Star Game de la NBA 1995
El 45.º All-Star Game de la NBA de la historia se disputó el día 12 de febrero de 1995 en el America West Arena de Phoenix, Arizona, ante 18.755 espectadores. El equipo de la Conferencia Este estuvo dirigido por Brian Hill, entrenador de Orlando Magic y el de la Conferencia Oeste por Paul Westphal, de Phoenix Suns. La victoria correspondió al equipo del Oeste por 139-112. Fue elegido MVP del All-Star Game de la NBA el escolta de Sacramento Kings Mitch Richmond, que consiguió 23 puntos, 4 rebotes y 2 asistencias en tan solo 23 minutos de juego, con 10 de 13 en tiros de campo y 3 de 3 triples. Por el equipo del Este destacó Shaquille O'Neal, que anotó 22 puntos, mientras que su compañero de equipo, Anfernee Hardaway consiguió 12 puntos y 11 asistencias en su primer All-Star
Se disputaron también el sábado anterior el Concurso de triples,el de mates y el Rookie Game. En el primero resultó ganador el escolta de los Miami Heat Glen Rice, que ganó en la final a Reggie Miller por un apretado 18-17. En el concurso de mates, el ganador fue Harold Miner, también de Miami, que derrotó en una final a tres a Isaiah Rider y a Jamie Watson. En el partido de los novatos, en su segunda edición, se enfrentaron el equipo "blanco" y el "verde", correspondiendo la victoria a los primeros por 83-79, tras una prórroga. Fue elegido MVP Eddie Jones, de los Lakers.

## Estadísticas

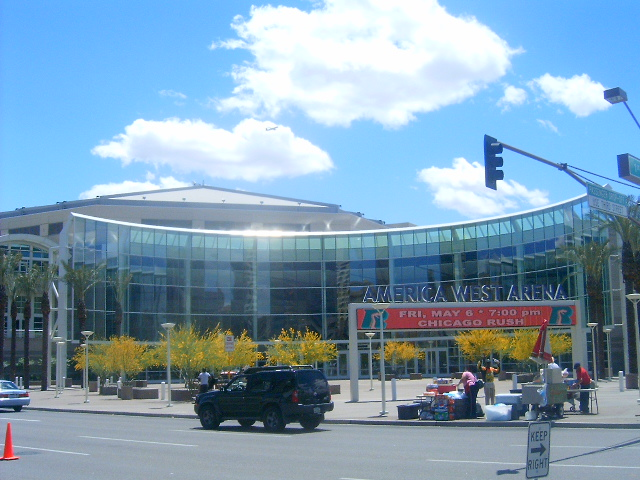
Exterior del America West Arena, sede del All-Star de 1995.

### Conferencia Oeste
| CONFERENCIA OESTE |              |                                            |                                        |                                        |                                        |                                        |                                        |                                        |                                        |                                        |
| Jugador           | Equipo       | Nacionalidad                               | MIN                                    | TCA                                    | TCI                                    | TLA                                    | TLI                                    | REB                                    | AST                                    | PTS                                    |
| Charles Barkley   | Phoenix      | Bandera de Estados Unidos                  | 23                                     | 7                                      | 12                                     | 0                                      | 0                                      | 9                                      | 2                                      | 15                                     |
| Shawn Kemp        | Seattle      | Bandera de Estados Unidos                  | 23                                     | 4                                      | 6                                      | 5                                      | 6                                      | 2                                      | 2                                      | 13                                     |
| Hakeem Olajuwon   | Houston      | Bandera de Estados Unidos                  | 25                                     | 6                                      | 13                                     | 0                                      | 2                                      | 11                                     | 1                                      | 13                                     |
| Dan Majerle       | Phoenix      | Bandera de Estados Unidos                  | 20                                     | 4                                      | 12                                     | 0                                      | 0                                      | 5                                      | 3                                      | 10                                     |
| Latrell Sprewell  | Golden State | Bandera de Estados Unidos                  | 22                                     | 4                                      | 9                                      | 1                                      | 1                                      | 4                                      | 4                                      | 9                                      |
| Gary Payton       | Seattle      | Bandera de Estados Unidos                  | 23                                     | 3                                      | 10                                     | 0                                      | 0                                      | 5                                      | 15                                     | 6                                      |
| Mitch Richmond    | Sacramento   | Bandera de Estados Unidos                  | 22                                     | 10                                     | 13                                     | 0                                      | 0                                      | 4                                      | 2                                      | 23                                     |
| David Robinson    | San Antonio  | Bandera de Estados Unidos                  | 14                                     | 3                                      | 5                                      | 4                                      | 6                                      | 3                                      | 2                                      | 10                                     |
| Detlef Schrempf   | Seattle      | Bandera de Alemania                        | 18                                     | 4                                      | 11                                     | 0                                      | 0                                      | 4                                      | 5                                      | 9                                      |
| Dikembe Mutombo   | Denver       | Bandera de República Democrática del Congo | 20                                     | 6                                      | 8                                      | 0                                      | 0                                      | 8                                      | 1                                      | 12                                     |
| Karl Malone       | Utah         | Bandera de Estados Unidos                  | 16                                     | 6                                      | 6                                      | 3                                      | 4                                      | 3                                      | 1                                      | 15                                     |
| John Stockton     | Utah         | Bandera de Estados Unidos                  | 14                                     | 2                                      | 6                                      | 0                                      | 0                                      | 1                                      | 6                                      | 4                                      |
| Cedric Ceballos   | L.A. Lakers  | Bandera de Estados Unidos                  | Seleccionado, pero no jugó por lesión. | Seleccionado, pero no jugó por lesión. | Seleccionado, pero no jugó por lesión. | Seleccionado, pero no jugó por lesión. | Seleccionado, pero no jugó por lesión. | Seleccionado, pero no jugó por lesión. | Seleccionado, pero no jugó por lesión. | Seleccionado, pero no jugó por lesión. |
| Totales           |              |                                            | 240                                    | 59                                     | 111                                    | 13                                     | 19                                     | 59                                     | 44                                     | 139                                    |

MIN: Minutos. TCA: Tiros de campo anotados. TCI: Tiros de campo intentados. TLA: Tiros libres anotados. TLI: Tiros libres intentados. REB: Rebotes. AST: Asistencias. PTS: Puntos

### Conferencia Este
| CONFERENCIA ESTE  |              |     |     |     |     |     |     |     |     |
| Jugador           | Equipo       | MIN | TCA | TCI | TLA | TLI | REB | AST | PTS |
| Grant Hill        | Detroit      | 20  | 5   | 8   | 0   | 0   | 0   | 3   | 10  |
| Scottie Pippen    | Chicago      | 30  | 5   | 15  | 0   | 0   | 7   | 3   | 12  |
| Shaquille O'Neal  | Orlando      | 26  | 9   | 16  | 4   | 7   | 7   | 1   | 22  |
| Anfernee Hardaway | Orlando      | 31  | 4   | 9   | 4   | 6   | 5   | 11  | 12  |
| Reggie Miller     | Indiana      | 23  | 3   | 9   | 0   | 0   | 0   | 2   | 9   |
| Joe Dumars        | Detroit      | 21  | 5   | 8   | 0   | 0   | 0   | 6   | 11  |
| Patrick Ewing     | New York     | 22  | 4   | 7   | 2   | 2   | 3   | 1   | 10  |
| Dana Barros       | Philadelphia | 11  | 2   | 5   | 0   | 0   | 1   | 3   | 5   |
| Larry Johnson     | Charlotte    | 20  | 2   | 3   | 2   | 2   | 4   | 2   | 7   |
| Alonzo Mourning   | Charlotte    | 19  | 4   | 9   | 2   | 3   | 8   | 1   | 10  |
| Vin Baker         | Milwaukee    | 11  | 0   | 2   | 2   | 4   | 2   | 0   | 2   |
| Tyrone Hill       | Cleveland    | 6   | 1   | 1   | 0   | 0   | 4   | 0   | 2   |
| Totales           |              | 240 | 44  | 92  | 16  | 28  | 41  | 33  | 112 |

MIN: Minutos. TCA: Tiros de campo anotados. TCI: Tiros de campo intentados. TLA: Tiros libres anotados. TLI: Tiros libres intentados. REB: Rebotes. AST: Asistencias. PTS: Puntos

## Sábado

### Concurso de Triples
- Scott Burrell (Charlotte Hornets)
- Steve Kerr (Chicago Bulls)
- Reggie Miller (Indiana Pacers)
- Dana Barros (Seattle Supersonics)
- Chuck Person (San Antonio Spurs)
- Glen Rice (Miami Heat)
- Nick Anderson (Orlando Magic)
- Dan Majerle (Phoenix Suns)
  - VENCEDOR: Glen Rice

### Concurso de Mates
| Jugador                      | 1ª ronda | Finales |
| ---------------------------- | -------- | ------- |
| Harold Miner (Miami)         | 49.2     | 46.0    |
| Isaiah Rider (Minnesota)     | 44.6     | 34.0    |
| Jamie Watson (Utah)          | 40.4     | 26.0    |
| Antonio Harvey (L.A. Lakers) | 35.2     |         |
| Tim Perry (Philadelphia)     | 31.0     |         |
| Tony Dumas (Dallas)          | 15.0     |         |

### Rookie Game
| EQUIPO VERDE   |              |     |     |     |     |     |     |     |     |
| Jugador        | Equipo       | MIN | TCA | TCI | TLA | TLI | REB | AST | PTS |
| Brian Grant    | Sacramento   | 17  | 3   | 6   | 3   | 4   | 6   | 0   | 9   |
| Juwan Howard   | Washington   | 26  | 6   | 11  | 2   | 2   | 7   | 7   | 14  |
| Sharone Wright | Philadelphia | 15  | 3   | 6   | 0   | 0   | 2   | 0   | 6   |
| Eddie Jones    | L.A. Lakers  | 29  | 9   | 20  | 3   | 3   | 1   | 4   | 25  |
| Jason Kidd     | Dallas       | 17  | 2   | 4   | 0   | 0   | 4   | 5   | 4   |
| Jalen Rose     | Denver       | 21  | 4   | 8   | 2   | 2   | 3   | 6   | 12  |
| Anthony Tucker | Washington   | 16  | 0   | 5   | 0   | 0   | 4   | 0   | 0   |
| Michael Smith  | Sacramento   | 14  | 4   | 6   | 1   | 3   | 2   | 0   | 9   |
| Totales        |              | 155 | 31  | 66  | 11  | 14  | 29  | 22  | 79  |

MIN: Minutos. TCA: Tiros de campo anotados. TCI: Tiros de campo intentados. TLA: Tiros libres anotados. TLI: Tiros libres intentados. REB: Rebotes. AST: Asistencias. PTS: Puntos
| EQUIPO BLANCO    |               |     |     |     |     |     |     |     |     |
| Jugador          | Equipo        | MIN | TCA | TCI | TLA | TLI | REB | AST | PTS |
| Glenn Robinson   | Milwaukee     | 26  | 8   | 17  | 3   | 3   | 4   | 3   | 21  |
| Lamond Murray    | L.A. Clippers | 19  | 6   | 11  | 2   | 2   | 9   | 5   | 15  |
| Eric Montross    | Boston        | 23  | 3   | 5   | 0   | 0   | 4   | 0   | 6   |
| Wesley Person    | Phoenix       | 26  | 5   | 9   | 2   | 2   | 2   | 4   | 13  |
| Khalid Reeves    | Miami         | 25  | 4   | 7   | 3   | 4   | 3   | 11  | 11  |
| Clifford Rozier  | Golden State  | 8   | 2   | 3   | 0   | 0   | 2   | 0   | 4   |
| Donyell Marshall | Minnesota     | 17  | 4   | 7   | 3   | 4   | 5   | 2   | 11  |
| Trevor Ruffin    | Phoenix       | 11  | 0   | 4   | 2   | 4   | 0   | 1   | 2   |
| Totales          |               | 155 | 32  | 63  | 15  | 19  | 29  | 26  | 83  |

MIN: Minutos. TCA: Tiros de campo anotados. TCI: Tiros de campo intentados. TLA: Tiros libres anotados. TLI: Tiros libres intentados. REB: Rebotes. AST: Asistencias. PTS: Puntos